# Лорео
Лорео (итал. Loreo) је насеље у Италији у округу Ровиго, региону Венето.
Према процени из 2011. у насељу је живело 2497 становника. Насеље се налази на надморској висини од 1 м.

## Становништво
Према резултатима пописа становништва 2011. у општини је живело 3.568 становника.
| 1951. | 1961. | 1971. | 1981. | 1991. | 2001. | 2011. |
| ----- | ----- | ----- | ----- | ----- | ----- | ----- |
| 6.714 | 4.604 | 3.729 | 3.626 | 3.785 | 3.718 | 3.568 |